# Deuxième Dáil
 (février 2019).
IIe législature
Premier Dáil Troisième Dáil
Mansion House
Le deuxième Dáil (anglais : Second Dáil, irlandais : An Dara Dáil) est le Dáil Éireann tel qu'il s'est réuni du 16 août 1921 au 8 juin 1922. De 1919 à 1922, le Dáil Éireann est le parlement révolutionnaire de la république d'Irlande autoproclamée. Le deuxième Dáil est composé de membres élus aux élections de 1921, mais seuls les membres du Sinn Féin occupent leur siège. Le 7 janvier 1922, il ratifie le traité anglo-irlandais par 64 voix contre 57, mettant ainsi fin à la guerre d'indépendance et aboutissant à la création de l'État libre d'Irlande le 6 décembre 1922.